# Федотов, Аркадий Александрович
Аркадий Александрович Федо́тов (1928—1999) — заслуженный работник физической культуры Карельской АССР (1970), Заслуженный тренер РСФСР (1975), Отличник народного просвещения СССР (1976), судья всесоюзной категории по лыжному спорту.

## Биография
В 1948 году окончил Сортавальский техникум физкультуры, в 1955 году — Ленинградский институт физкультуры имени П. Ф. Лесгафта.
С 1955 года — тренер-преподаватель, с 1962 года — директор Сортавальской специализированной детско-юношеской школы по прыжкам на лыжах с трамплина и двоеборью.
Среди учеников А. А. Федотова мастера спорта международного класса, олимпийцы — Пётр Коваленко (1964), Михаил Артюхов (1968, 1972), Юрий Калинин (1972, 1976), Валерий Копаев (1976), Юрий Иванов (1980).
В 2018 г. в честь тренера открыта памятная доска в г. Сортавале.